# Bowen Stassforth
Bowen Dow Stassforth (Los Angeles, Kalifornia, 1926. augusztus 7. – Rancho Palos Verdes, Kalifornia, 2019. november 22.) olimpiai ezüstérmes amerikai úszó.

## Pályafutása
Az 1951-es Buenos Aires-i pánamerikai játékokon egy-egy arany- és bronzérmet nyert. Az 1952-es helsinki olimpián 200 m mell versenyszámban ezüstérmes lett.

## Sikerei, díjai
- Olimpiai játékok
  - ezüstérmes: 1952, Helsinki (200 m mell)
- Pánamerikai játékok
  - aranyérmes: 1951, Buenos Aires (3 × 100 m vegyes váltó)
  - bronzérmes: 1951, Buenos Aires (200 m mell)